# Arctocephalus philippii townsendi
El lobo fino de Guadalupe u oso marino de Guadalupe (Arctophoca philippii townsendi) es una subespecie de la especie A. philippii, del género Arctophoca, que incluye mamíferos pinnípedos de la familia de los otáridos. Esta subespecie puebla el sector oriental del océano Pacífico norte. En Enciclovida la especie se denomina como Arctocephalus townsendi .
Este mamífero carnívoro de ambiente marino es de tamaño medio; los machos llegan a medir 180 cm y pesar 160-170 kg; las hembras miden 120 cm y pesan entre 40-50 kg. Sus miembros se caracterizan por tener cuerpo, cuello, nariz y miembros anteriores largos; orejas pequeñas y aletas sin pelo. Mucho más grande que la hembra. Su color principal es el negro (vientre más claro que el dorso). Actualmente, la especie solo se encuentra en la isla Guadalupe (donde se centra su distribución) y en el archipiélago de San Benito en México, por lo que se considera especie endémica de México para estos sitios de la Península de Baja California. 
Esta especie marina prefiere habitar costas con numerosas rocas grandes y bloques de lava en la base de los acantilados; también ocupa cuevas que proveen protección y temperaturas bajas. Al sur de la Isla de Guadalupe, donde se distribuye la especie, se presenta una vegetación típica de duna y pastizales. A pesar de que su población está aumentando de tamaño, aún se encuentra en riesgo debido a varias amenazas como la baja diversidad genética de la población, la escorrentía de contaminantes, el tráfico de barcos petroleros, la actividad de extracción de petróleo más al norte, la posibilidad de un derrame de petróleo, fenómenos naturales como El Niño, transmisión de enfermedades e introducción de especies exóticas y de enfermedades en las islas. Por estas amenazas, la NOM-059-SEMARNAT-2010 ha clasificado a la especie como En peligro de extinción. Sin embargo, la Unión Internacional para la Conservación de la Naturaleza (UICN) la tiene clasificada como Preocupación menor (LC) dado que su población ha aumentado y lo continúa haciendo. Son depredadores tope especializados en cefalópodos, pero también consumen peces y crustáceos.

## Distribución
Este amorfo vive en la mexicana isla de Guadalupe y en otras cercanas de las costas Baja Californianas. Su población se estima en unos 7000 ejemplares.